# 隱岐號列車
超級隱岐（日语： Sūpā oki）是西日本旅客鐵道一列行駛於鳥取站、米子站至新山口站之間，途經山陰本線與山口線的特別急行列車。此班車為JR的特急列車中（不包括臥鋪特急）行駛距離第三長的，僅次於JR九州的日輪喜凱亞號列車及JR北海道的宗谷號列車。而鳥取站與新山口站之間的距離為378.1公里，使得本列車成為日本使用柴聯車行駛的特快列車中里程第二長者，也是本州行駛距離最長的定期日間特快列車。

## 運行概況

### 運行班數
2015年7月18日的時刻表：
鳥取站～新山口站間（378.1km） 下行2班、上行1班（3～5號）
米子站～新山口站間（285.4km） 下行1班、上行2班（1、2、6號）
米子站至出雲市站區間可以使用「ICOCA」。
- 上下行班數不一致為上行1班於米子站分割、運轉班次若包含「超級松風」則鳥取站～米子站間下行9班、上行8班；米子站～益田站間7往復、益田站～新山口站間3往復。

### 使用車輛
- JR西日本Kiha187型柴聯車（0、10番台）2輛編成使用。也可使用500番台。多客期可加掛普通艙等的車廂，成為3～4輛編成。
  - 後藤綜合車輛所所屬
- 車體傾斜裝置只在鳥取站～米子站～益田站間運作。山口線區間不使用車體傾斜裝置。
- 車門旁繪有島根縣的縣花牡丹花。

### 最高速度
鳥取站～米子站～出雲市站間 120km/h
出雲市站～益田站間 110km/h
益田站～新山口站間 95km/h

### 停車站
鳥取站 - 鸟取大学前 - 倉吉站 - 米子站 - 安來站 - 松江站 - （玉造溫泉站） - （宍道站） - 出雲市站 - 大田市站 - （溫泉津站） - 江津站 - （波子站） - 濱田站 - （三保三隅站） - 益田站 - 日原站 - 津和野站 - 徳佐站 - 三谷站 - 山口站 - 湯田溫泉站 - 新山口站
- （）内站為一部份列車停車。

## 沿革

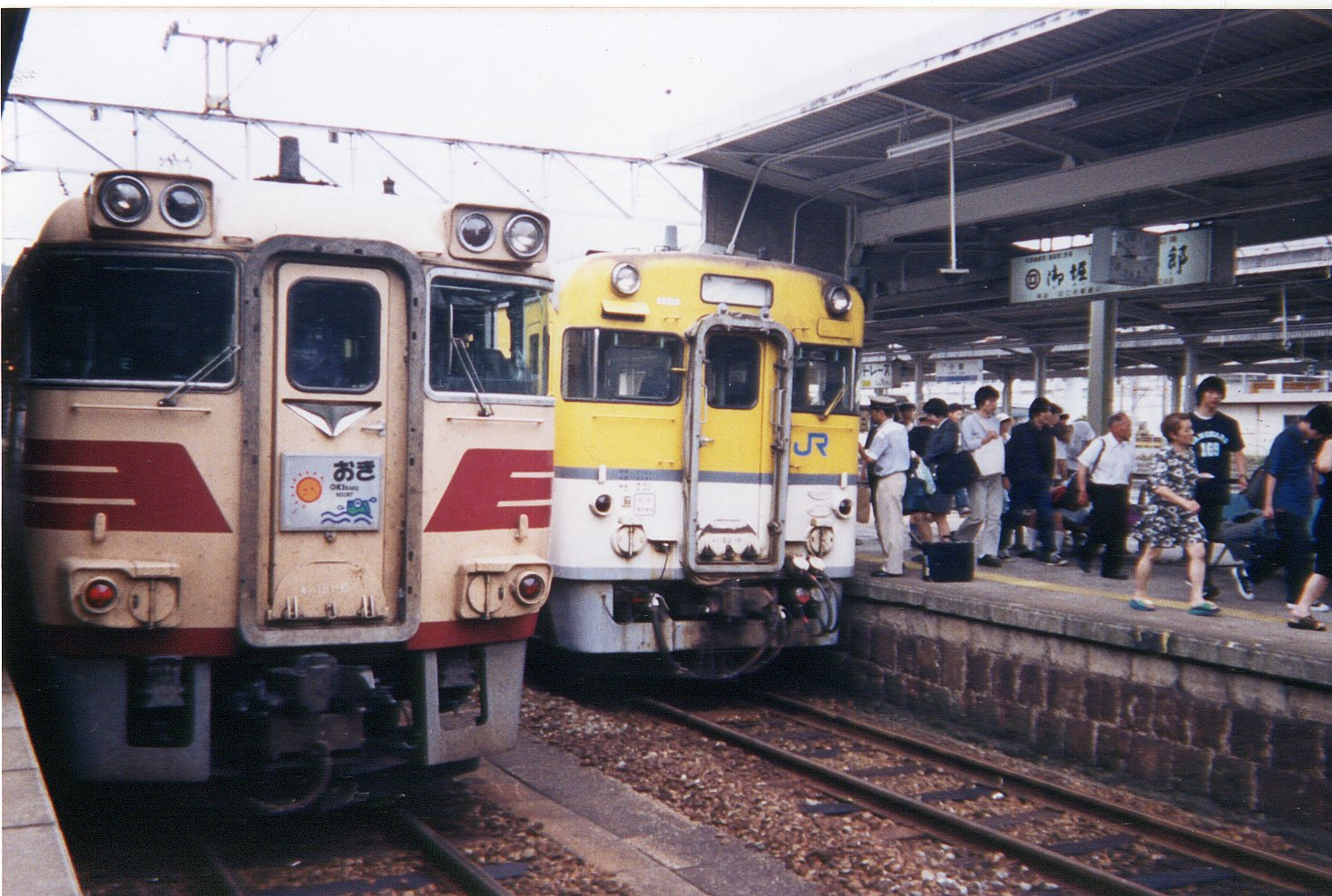
末期使用的頭徽（1999年頃）
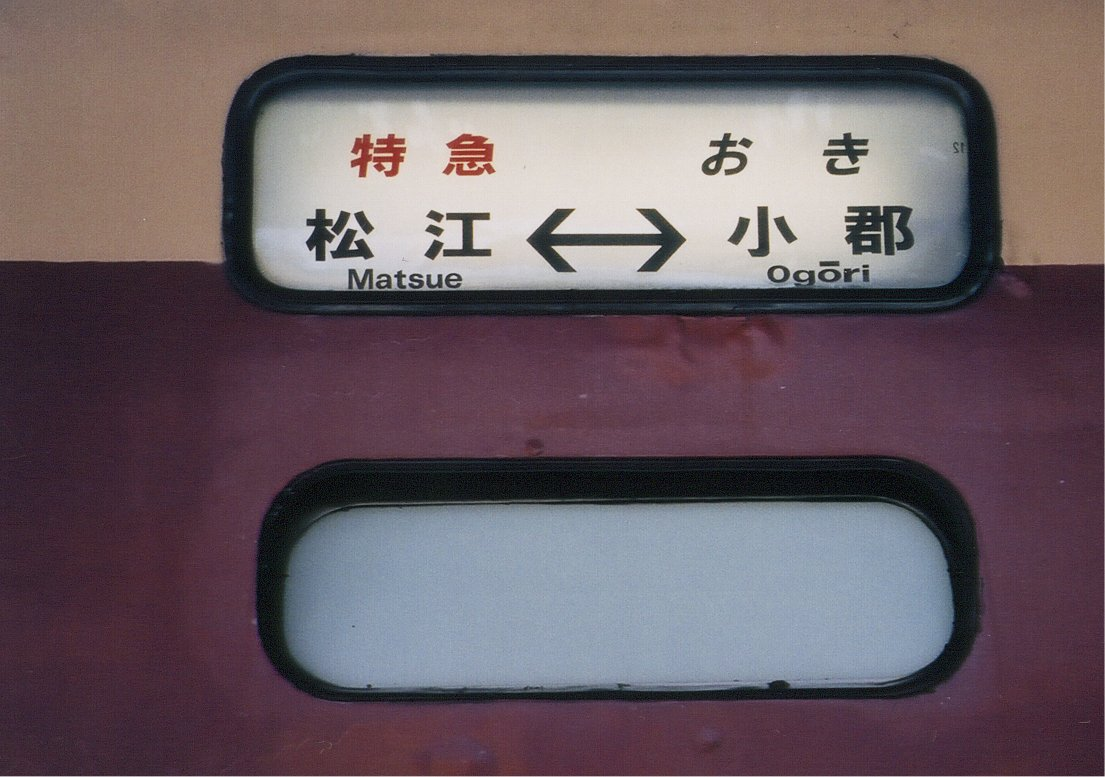
Kiha181系「隱岐」的方向幕，「小郡」即現今的新山口站（2002年8月17日）
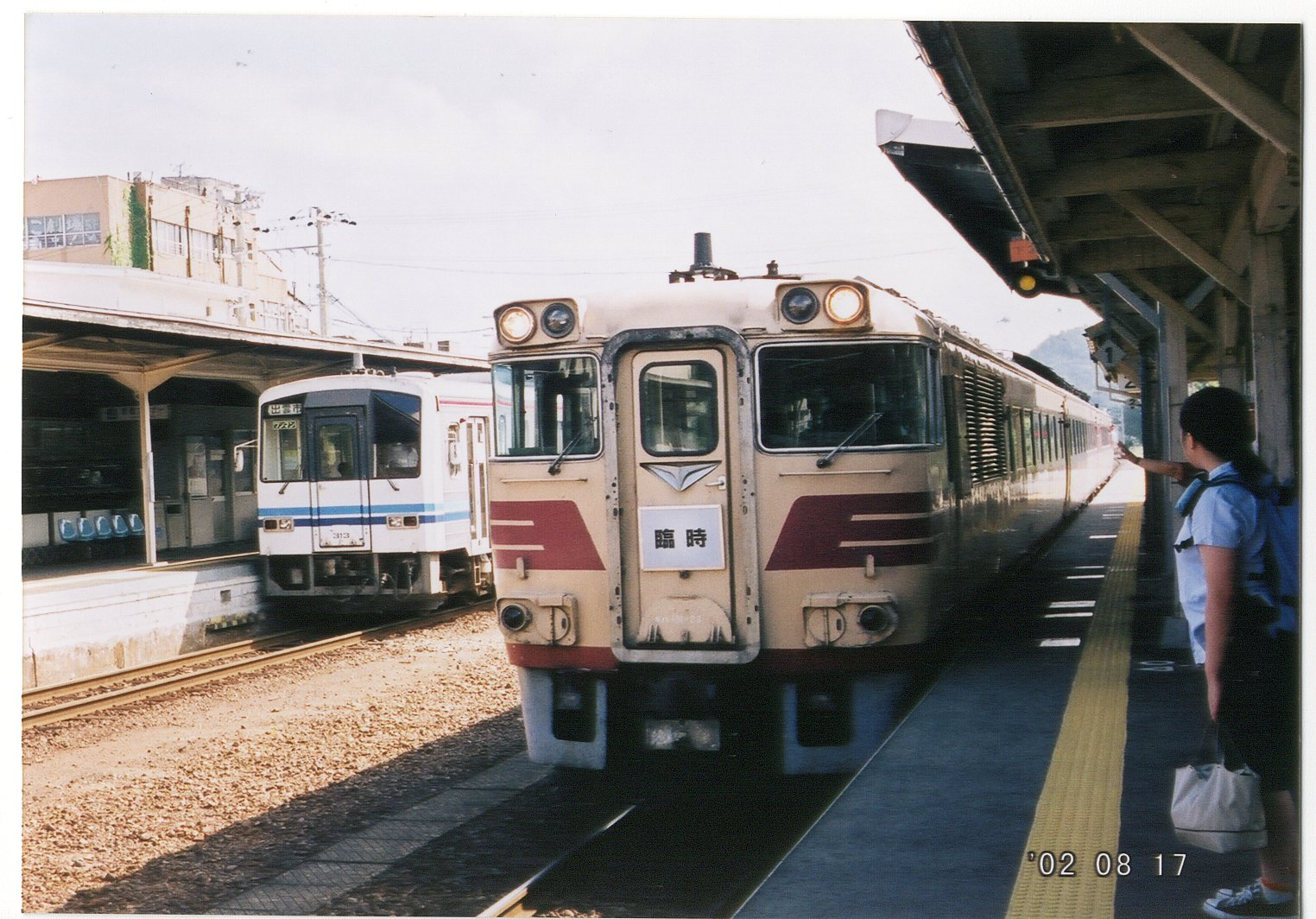
臨時「隱岐號」以Kiha181系運轉（2002年8月17日）